# Liste der Monuments historiques in Ploufragan
Die Liste der Monuments historiques in Ploufragan führt die Monuments historiques in der französischen Gemeinde Ploufragan auf.

## Liste der Bauwerke
| Bezeichnung                  | Beschreibung | Standort                     | Kennzeichnung | Schutzstatus | Datum | Bild           |
| ---------------------------- | ------------ | ---------------------------- | ------------- | ------------ | ----- | -------------- |
| Allée couverte de la Couette |              | Rue de l’Argantel (Lage)     | PA00089476    | Classé       | 1914  | weitere Bilder |
| Allée couverte von Grimolet  |              | Rue du Grimolet (Lage)       | PA00089475    | Classé       | 1952  | weitere Bilder |
| Menhir Le Sabot              |              | Rond point du Zoopole (Lage) | PA00089477    | Inscrit      | 1966  | weitere Bilder |

## Liste der Objekte
- Monuments historiques (Objekte) in Ploufragan in der Base Palissy des französischen Kultusministeriums